# 藤本もも
藤本 もも（ふじもと - 、1987年6月16日 - ）は、日本の元AV女優。
趣味は音楽鑑賞。

## 略歴
2007年7月、ワンズファクトリー専属となり、『美少女H』でAVデビュー。以後、6本の単体作品に出演した。

## 作品

### アダルトビデオ
2007年
- 美少女H（2007年6月1日 ワンズファクトリー）
- Hカップ制服美少女（2007年7月1日 ワンズファクトリー）
- もも遊び（2007年8月1日 ワンズファクトリー）
- 私を制服して下さい もものコスプレ7変化（2007年9月1日 ワンズファクトリー）
- ヴァーチャル保育園 イカせてもも先生（2007年10月1日 ワンズファクトリー）
- 2ヶ月ぶりのご無沙汰なのでファンの皆様にパイパンマンコと初アナルSEXを見せちゃいます。（2007年12月1日 ワンズファクトリー）
- 濃厚 MEGA FUCK！8時間（2007年12月1日 ワンズファクトリー）共演:早乙女香織、紅音ほたる、浜崎りお、鮎川なお 他 ※オムニバス

2008年
- 淫汁オナニー 厳選女優30人4時間（2008年3月1日 ワンズファクトリー）共演:麻生岬、ICHIKA、REINA、大空あかね、紅葉紅葉 他 ※オムニバス
- 猥褻EROメガネ 4時間（2008年3月1日 ワンズファクトリー）共演:ICHIKA、大空あかね、星野あかり 他 ※オムニバス
- 肛門ガチンコFUCK 15人4時間（2008年4月1日 ワンズファクトリー）共演:早乙女香織、飯沢もも、阿当真子、大空あかね 他 ※オムニバス
- 藤本もも SUPER BEST 4時間（2008年5月1日 ワンズファクトリー）
- イカせて下さい。ご主人様 15人4時間（2008年8月1日 ワンズファクトリー）共演:五十嵐こころ、姫野愛、天衣みつ、清原りょう 他 ※オムニバス
- パイパン少女いたずら 4時間（2008年8月1日 ワンズファクトリー）共演:小坂めぐる、大沢佑香、横山あさ美 他 ※オムニバス
- 拘束女体なぶり（2008年8月1日 ワンズファクトリー）共演:蜜井とわ、妃乃ひかり、大沢佑香（晶エリー、新井エリー） 他 ※オムニバス
- 疼きマンコ本気オナニー30人（2008年9月1日 ワンズファクトリー）共演:大沢佑香、小坂めぐる、鮎川なお、堀口奈津美 他 ※オムニバス
- 窒息顔騎と絞めつけ騎乗位 （2008年10月1日 ワンズファクトリー）共演:風間ゆみ、蜜井とわ、乃亜、ICHIKA、@YOU、響鳴音、羽田夕夏、芽衣奈、夏川亜咲 他 ※オムニバス